# Данієль Штоль
Данієль Арвід Паавалі Штоль (швед. Daniel Arvid Paavali Ståhl; нар. 27 серпня 1992) — шведський легкоатлет, який спеціалузіється в метанні диска.

## Спортивні досягнення
Олімпійський чемпіон із метання диска (2021).
Чемпіон світу (2019) та срібний призер чемпіонату світу (2017) з метання диска.
Срібний призер чемпіонату світу з метання диска (2018).
Чемпіон Діамантової ліги сезону-2021 у метанні диска.
Переможець Кубка Європи у метанні диска серед дорослих (2018).
Володар повного комплекту нагород Кубка Європи у метанні диска серед молоді: «золото» (2013), «срібло» (2014) та «бронза» (2012).
Особистий рекорд атлета у метанні диска (71,86) він показав 2019 року. Цей результат підняв його на четверту позицію рейтингу за всю історію дисципліни.

## Основні міжнародні виступи
| Рік  | Змагання                       | Місто                  | Місце | Дисципліна         | Примітки         |
| ---- | ------------------------------ | ---------------------- | ----- | ------------------ | ---------------- |
| 2009 | Чемпіонат світу серед юнаків   | Брессаноне             | 1кв8  | метання диска      |                  |
| 2009 | 1кв9                           | штовхання ядра         |       |                    |                  |
| 2010 | Чемпіонат світу серед юніорів  | Монктон                | 2кв15 | штовхання ядра     |                  |
| 2011 | Чемпіонат Європи серед юніорів | Таллінн                | 2кв10 | штовхання ядра     |                  |
| 2011 | 2квNM                          | метання диска          |       |                    |                  |
| 2012 | Кубок Європи з метань          | Бар                    |       | штовхання ядра U23 |                  |
| 2012 | 3                              | метання диска U23      |       |                    |                  |
| 2013 | Кубок Європи з метань          | Кастельйон-де-ла-Плана | 1     | штовхання ядра U23 |                  |
| 2013 | метання диска U23              |                        |       |                    |                  |
| 2013 | Чемпіонат Європи серед молоді  | Тампере                |       | метання диска      |                  |
| 2014 | Кубок Європи з метань          | Лейрія                 |       | штовхання ядра U23 |                  |
| 2014 | 2                              | метання диска U23      |       |                    |                  |
| 2014 | Командний чемпіонат Європи     | Брауншвейг             |       | метання диска      |                  |
| 2014 | Чемпіонат Європи               | Цюрих                  | 1кв14 | метання диска      |                  |
| 2015 | Командний чемпіонат Європи     | Чебоксари              |       | штовхання ядра     |                  |
| 2015 | Чемпіонат світу                | Пекін                  |       | метання диска      |                  |
| 2016 | Чемпіонат Європи               | Амстердам              |       | метання диска      |                  |
| 2016 | Олімпійські ігри               | Ріо-де-Жанейро         | 1кв6  | метання диска      |                  |
| 2017 | Кубок Європи з метань          | Гран-Канарія           |       | метання диска      |                  |
| 2017 | Чемпіонат світу                | Лондон                 | 2     | метання диска      | Відео на YouTube |
| 2018 | Кубок Європи з метань          | Лейрія                 | 1     | метання диска      |                  |
| 2018 | Чемпіонат Європи               | Берлін                 | 2     | метання диска      |                  |
| 2019 | Командний чемпіонат Європи     | Бидгощ                 | 3     | метання диска      |                  |
| 2019 | Чемпіонат світу                | Доха                   | 1     | метання диска      | Відео на YouTube |
| 2021 | Олімпійські ігри               | Токіо                  | 1     | метання диска      |                  |